# We Are Not Alone
We Are Not Alone är postgrunge/hårdrocksbandet Breaking Benjamins andra studioalbum som släpptes 2004. Det nådde plats 20 på Billboard 200. Tre singlar släpptes från albumet, "So Cold", "Sooner or Later" och "Rain"

## Låtlista
1. "So Cold" - 4:35
2. "Simple Design" - 4:17
3. "Follow" - 3:19
4. "Firefly" - 3:10
5. "Break My Fall" - 3:26
6. "Forget It" - 3:38
7. "Sooner or Later" - 3:41
8. "Breakdown" - 3:38
9. "Away" - 3:14
10. "Believe" - 3:20
11. "Rain" - 3:27
12. "Rain" (2005 version) - 3:22 (inkluderad på senare utgåvor)